# Знищення загону Івана Іскри
Битва під Пісками (22 січня — 23 січня 1659 року) — битва між військами гетьмана Івана Виговського та Кримського ханату з одного боку і загоном промосковського представника козацької старшини Івана Іскри з іншого, біля села Піски Лубенського полку — сучасної частини Полтавської області. Один із епізодів війни 1658—1659 і Руїни загалом.

## Предтеча
Після смерті Богдана Хмельницького в Гетьманщині розпочалася боротьба за гетьманську булаву, яку врешті отримав Іван Виговський. Частина старшини не погодилася із обранням чи політикою Виговського і стала у відкриту опозицію до нього. Лідерами опозиціонерів були Полтавський полковник Мартин Пушкар і запорозький кошовий отаман Яків Барабаш, які намагалися заручитися московською підтримкою.
Після низки подій почалася громадянська війна. 1 червня 1658 року відбувся вирішальний бій під стінами Полтави, унаслідок чого сили Пушкаря було розгромлено, а він сам загинув. Жорстока розправа над повстанцями не зменшила кількості невдоволених політикою Виговського. Окрім того, в українські справи активно втручається Москва, яка почала підтримувати антигетьманські сили. Фактично із кінця вересня 1658 року основні сили Гетьманщини долучаються до московсько-польської війни вже як союзник Речі Посполитої. Головним театром бойових дій під час першого і другого етапів війни була Полтавщина.
Восени 1658 року московській армії за підтримки козацьких загонів, що були в опозиції до гетьмана вдалося захопити Миргород, Пирятин, Лубни, Чорнухи, взяти в облогу Варву. Потім ініціатива перейшла до військ гетьмана, яким вдалося відтіснити супротивника до Лохвиці і там його заблокувати. Битва під Пісками відбулася в той час коли московське військо стояло в Лохвиці і чекало підходу підкріплень як московитських підрозділів, так й козацьких загонів із тих полків, що не підтримали гетьмана.
Іван Іскра належав до старшини Полтавського полку і брав участь у повстанні Пушкаря. Після розгрому повстання продовжував вести боротьбу проти Івана Виговського. З'їздивши в Москву і заручившись підтримкою царя, Іскра повернувся в Україну. Прибувши на територію Гадяцького полку, Іскра оголосив себе наказним гетьманом і почав збирати козаків для походу до Лохвиці на підтримку царської армії.

## Склад військ супротивників і чисельність сторін
Як свідчив Самійло Величко, загін Іскри складався із «веприцьких, гадяцьких та інших городових та сільських козаків».
Гетьманські підрозділи, що брали участь у бою, складалися із козаків Чигиринського полку. Ймовірно у складі війська Скоробагатька могли бути і відмобілізовані козаки з території Лубенського полку (Чорнухи, Лубни).
Союзниками гетьманців були татари. Про чисельність чигиринських козаків і татар даних немає, проте вони мали значну чисельну перевагу.

## Бій
12 (дата за старим стилем) січня близько полудня чигиринські козаки і татари і оточили табір Івана Іскри і почали його штурм, що тривав до ранку 13 січня, коли табір було захоплено, а всіх його захисників убито. Із усього «війська» Іскри вцілів лише козак, якого було відправлено по допомогу до Лохвиці. Московські підрозділи підійшли на місце бою запізно і «застали тільки мертві трупи й розорений до решти таборець». Втрати «виговців» і татар також були значними: «під Пісками Іскра сильно опирався й мужньо боронився, вчинивши значну шкоду козакам і татарам, що добували його».

### Загибель Івана Іскри
Під час бою загинув і сам Іван Іскра. Самійло Величко у своєму творі наводить вірш, присвячений Іскрі та загибелі його загону.
|  | Згаснув там Іскра, який мав світити Не захотів він прийдешнє уздріти Шкоду лишила даремна відвага, Бо вороженьків численну ватагу Не переміг він, хоч дужо боровся — Там не один і на смерть напоровся. Ліг і Обід там, козак знаменитий, Червам на їжу, в пісок, неприкритий. Інші лежали так само побиті — Матимуть їжу ворони неситі. Ось що незгода лиха витворяє: Братові брата вбивать дозволяє. Де не зважають на божі закони, Гине любов там і зла є притоки. Незгода у державі — багато пропалих! З землею вони й мури міцні порівняли! |